# 알티리누스

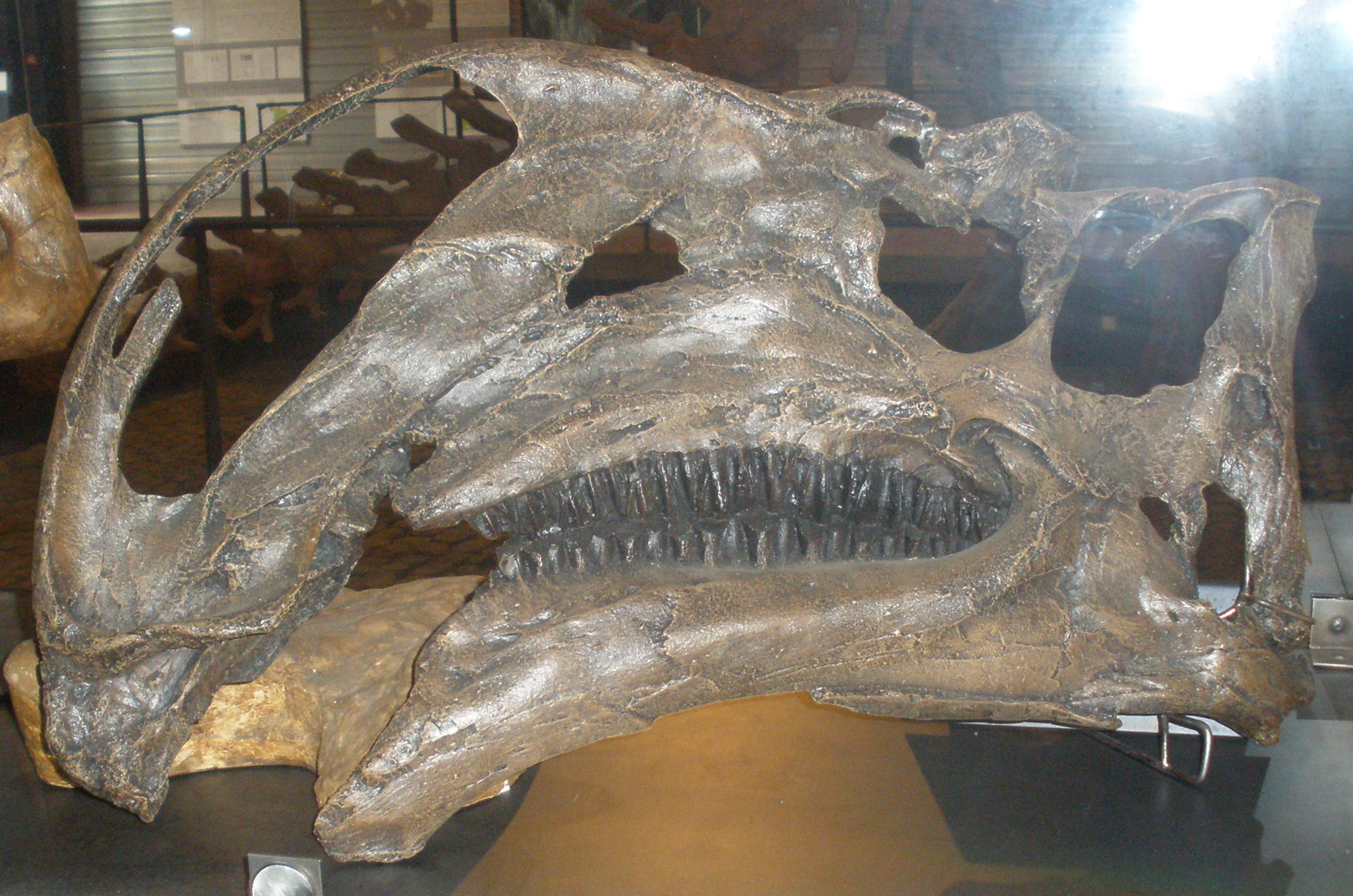

알티리누스 또는 알티리누스 쿠르자노비(영어: Altirhinus kurzanovi)는 백악기 전기에 살았던 조각류 공룡의 일종으로, 몽골에서 발견되었다. 이름은 '높은 코'라는 의미를 담고 있으며, 몸길이는 대략 10m로 추정된다. 식성은 초식이며, 주로 소철류와 관목식물을 먹었을 것으로 추정된다.